# 薩姆瑟市鎮
萨姆瑟市鎮（丹麥語：Samsø Kommune）是丹麥的一個市鎮，位於日德蘭半島、西蘭島和菲英島之間的薩姆斯島，屬中日德蘭大區。面積114平方公里，2009年人口4,003人。行政中心为茨拉訥比約。